# 阿芙蘿黛蒂高地
阿芙蘿黛蒂高地（英語：Aphrodite Terra）是金星上最大的大陸及高地地形，十分靠近赤道。

## 特徵
面積大約等同於地球上的非洲大陸，表面比起伊師塔陸更加高低不平；這些皺脊和斷層或許表明了阿佛洛狄忒陸曾受到強大的壓縮力作用擠壓，有些熔岩流會留下特殊的弓形特徵。雖然阿佛洛狄忒陸也擁有山脈，不過大小約只有伊師塔陸上的山脈的一半。
位在西部的奧瓦達區和東部的忒提斯區是阿佛洛狄忒陸上主要的兩個區域，其中奧瓦達區有兩個不同方向的皺脊，這表明了壓縮力作用是多個方向作用；有一部分黑暗區域則被認為是凝固的熔岩流，另有一些熔岩已滿出裂縫並淹沒了周圍的地形。

## 外部連結
- NASA Map of Venus: （页面存档备份，存于）